# 建国門

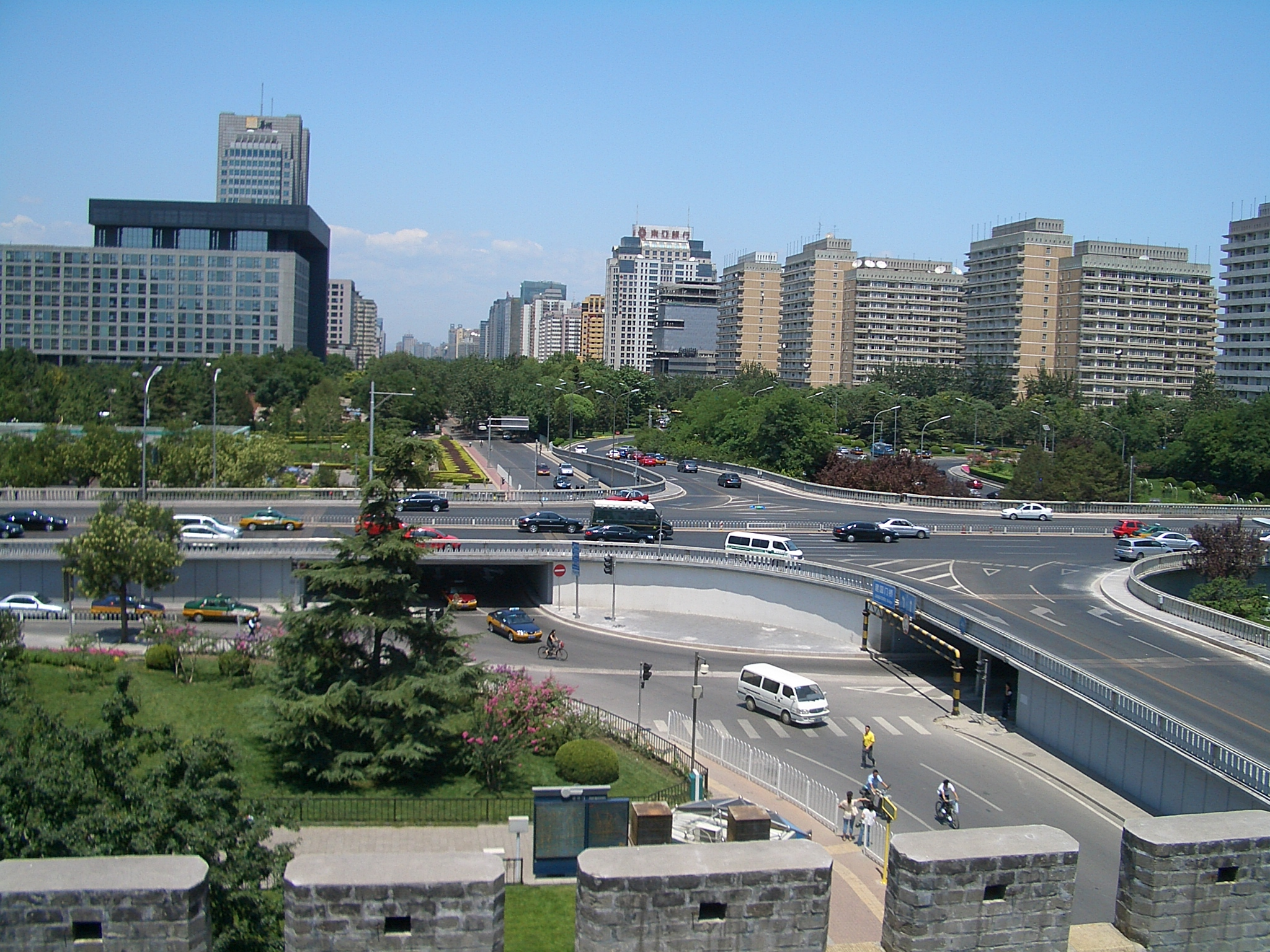
北京古代天文台から眺めた建国橋と、建国門外外交公寓（右）

建国門（けんこくもん）は、かつて北京にあった城壁（内九外七）を1939年に日本軍が壊して作った通り道の穴のことで、1940年に「啓明門」と名づけられたが、1945年に国民政府により「建国門」と改められた。付近は三里屯と並ぶ大使館街として知られる。

## 周辺施設
- 北京二環路
- 長安街
- 建国橋
- 長富宮飯店
- 建国門外街道
- 北京古観象台
- 日壇
- 建国門外外交公寓

## 最寄駅
- 建国門駅

## 参照
- 北京地下鉄のたび―建国門駅｜北京観光ウェブサイトー北京市観光局オフィシャルウェブサイト[リンク切れ]